# Unitendina
Unitendina es un género de foraminífero bentónico de la familia Haplophragmoididae, de la superfamilia Lituoloidea, del suborden Lituolina y del orden Lituolida. Su especie tipo es Haplophragmoides oblongus. Su rango cronoestratigráfico abarca desde el Jurásico hasta el Mioceno.

## Discusión
Clasificaciones previas incluían Unitendina en el suborden Textulariina del orden Textulariida, o en el orden Lituolida sin diferenciar el suborden Lituolina.

## Clasificación
Unitendina incluye a la siguiente especie:
- Unitendina oblongus †